# Bernadette Stern
Bernadette Stern est une actrice et mannequin française née le 9 octobre 1943 à Marseille.

## Biographie
Bernadette Stern commence une carrière de mannequin en 2007.

## Filmographie
- 1962 : Cartouche de Philippe de Broca : une fille de l'auberge
- 1962 : Les Amants de Teruel de Raymond Rouleau : l'amoureuse
- 1967 : Ces messieurs de la famille de Raoul André : le mannequin
- 1968 : Thérèse et Isabelle de Radley Metzger : Françoise
- 1968 : Le Bal des voyous de Jean-Claude Dague : Playgirl
- 1968 : Béru et ces dames de Guy Lefranc
- 1968 : La Grande Lessive (!) de Jean-Pierre Mocky : l'étudiante au pair (non créditée)
- 1969 : Le Bourgeois gentil mec de Raoul André : Cléo
- 1970 : Ces messieurs de la gâchette de Raoul André : Barbara Lombardi
- 1972 : Deux cœurs simples : Christine.
- 1973 : Karatekas and Co feuilleton en 6 épisodes d'Edmond Tyborowski